# میر وجیه‌الله صدر
میر وجیه‌الله صدر سیاست‌مدار ایرانی بود، که در  دوره بیست و سوم  به‌عنوان نماینده قروه در مجلس شورای ملی حضور داشت.